# Михайло Кондрацький
Михайло-Леонід Кондрацький (англ. Michael Leon Kondracki; нар. 17 листопада 1939, Торонто, Канада) — громадський діяч української діаспори у Канаді, доктор зубної хірургїї. Чоловік Квітки-Галини Зорич-Кондрацької, батько канадської режисерки Лариси Кондрацької.

## Життєпис
Михайло Кондрацький народився 17 листопада 1939 року в Торонто у родині українських емігрантів. У 1963 році закінчив факультет медицини Торонтського університету, здобувши ступінь доктора зубної хірургії.
У 1963—2012 роках займався приватною медичною практикою у Торонто. Був лікарем-стоматологом національної хокейної команди Канади під час змагань у Москві в 1972 році, на змаганнях за Канадський кубок у 1976, 1981, 1984, 1987 та 1991 роках, на 14-ти Чемпіонатах світу з хокею.
Від 1995 року бере активну участь в діяльності Канадського фонду «Дітям Чорнобиля», член ради директорів у 2003—2006, заступник президента фонду у 2006—2007, співпрезидент (разом з Ренатою Роман) у 2008—2012 роках. Член дирекції та голова українсько-канадського інвестиційного клубу «COSBILD» у 1989—1990, 2001—2003 роках. Клуб надає стипендії студентам Львівських університетів та гранти Канадському інституту українських студій, Українсько-канадському дослідчо-документаційному центру в Торонто.